# Valona (genere musicale)
La valona o balona è una forma musicale e letteraria popolare coltivata nello stato messicano di Michoacán e specialmente nella depressione del fiume Tepalcatepec.

## Descrizione
È caratterizzato principalmente da un acuto senso dell'umorismo, riferito in particolare all'erotismo (diventa esplicitamente sessuale) e alle preoccupazioni sociali; i suoi testi sono composti da strofe di dieci versi ottosillabici; musicalmente, tutte le valona sono cantate (in effetti, quasi recitate) con la stessa melodia, ed hanno un ritornello musicale variabile. La valona infatti copre un genere lirico-declamatorio che racchiude recitazione e canto.
Come genere narrativo popolare, la valona è collegata letteralmente e musicalmente al corrido messicano e per la sua stilistica, è simile ad altri generi messicani composti in strofe di dieci versi («décimas» o «spinelli»), come alcuni huapango e il son arribeño, così come altri generi latinoamericani come il run-run cileno e le rapsodie dei «payadores» argentini.
Il termine valona appare in Messico alla fine del diciottesimo secolo. La sua origine può essere rintracciata in due correnti storiche che alla fine convergono nello stesso luogo. Una di esse crede che la tradizione africana dei griot (che proviene dal Nord Africa e dal sud del Sahara) avrebbe potuto essere mantenuta tra diversi gruppi di schiavi neri. Il griot è definito come il cantastorie, il genealogista e un abile strumentista dell'arpa liuto, nel balafon e nel tamburo.
L'altra corrente si colloca nel periodo in cui i reggimenti borbonici delle Fiandre, della Vallonia (Belgio meridionale, Francia settentrionale) arrivarono in Messico nell'ultimo terzo del XVIII secolo, che portò quella forma musicale recitativa di aspetto andaluso. Ecco la traccia dello zéjel moresco, che si trova anche in altri stili musicali come la malagueña e la canción.